# Irene Rivera Andrés
Irene Rivera Andrés, née le 29 novembre 1969, est une femme politique espagnole membre de Ciudadanos.
Elle est élue députée de la circonscription de Malaga lors des élections générales de décembre 2015.

## Biographie

### Vie privée
Née à Mieres dans les Asturies, elle quitte sa terre natale à l'âge de 17 ans pour étudier et commencer sa vie professionnelle. Elle s'installe alors en Italie, puis en Suisse et aux États-Unis. Elle possède une sœur ainée. Elle se marie avec un Cordouan en 2010.

### Études et profession
Elle est titulaire d'une licence en sciences physiques. En 2002, elle réussit le concours de la fonction publique et intègre le Corps supérieur des systèmes et des technologies de l'information de l'Administration générale de l'État. Entre 2003 et 2006, elle est membre du cabinet du secrétaire d'État aux Télécommunications et à la Société de l'information, Francisco Ros Perán.
En 2009, elle réalise ses souhaits en devenant pilote d'hélicoptères et cheffe de patrouille au sein de la Direction générale du Trafic (DGT), d'abord à Madrid puis à Malaga.

### Intégration dans Ciudadanos
Ancienne votante d'Union, progrès et démocratie (UPyD), elle adhère à Ciudadanos en 2013 après avoir écouté son président, Albert Rivera, s'exprimer à la radio. Elle déclare qu'il s'agissait, pour elle, d'un « nouveau paradigme » et que « sa voix et sa clarté l'ont touchée ». Elle écrit à Rivera en octobre suivant et reçoit une réponse dans les deux jours. Elle prône le fait que la « politique est un moyen et non pas une fin ». Lors des élections européennes de 2014, elle occupe la vingt-et-unième position sur la liste conduite par Javier Nart et Juan Carlos Girauta mais seuls ces deux derniers sont élus.

### Députée andalouse
Elle se présente aux primaires visant à désigner le candidat du parti dans la circonscription autonomique de Malaga pour les élections andalouses de mars 2015. Ayant réuni les parrainages nécessaires, elle est proclamée tête de liste,. Sa liste recueille le soutien de 79 297 électeurs et obtient deux des dix-sept mandats en jeu dans la circonscription. Élue au Parlement d'Andalousie, elle siège porte-parole à la commission du Tourisme et du Sport, à celle de la Justice et de l'Intérieur, et à celle de l'Économie et de la Recherche. Durant son mandat, elle est porte-parole adjointe du groupe parlementaire dirigé par Juan Marín.

### Députée nationale
Elle se présente aux primaires visant à choisir le chef de file de la formation pour les élections générales de décembre 2015 dans la circonscription de Malaga. Au terme d'un vote disputé, elle est choisie par les militants avec 156 voix face aux 150 soutiens de son principal concurrent Javier López. Au soir du 20 décembre, sa liste remporte 132 586 voix, réalise un score de 17,07 % et obtient deux mandats de députés. Elle fait son entrée au Congrès des députés aux côtés de José Calle Fuentes et préside la commission de la Sécurité routière et des Déplacements durables. Elle est porte-parole à la commission de l'Équipement et à la commission de l'Industrie, de l'Énergie et du Tourisme ; et est membre suppléante de la délégation espagnole à l'Assemblée parlementaire du Conseil de l'Europe. Elle abandonne, en conséquence, son mandat régional qui revient à Carmen Prieto.
Elle conserve son mandat parlementaire à la suite du scrutin anticipé de juin 2016. Elle perd la présidence de la commission de la Sécurité routière — qui revient au conservateur Teófilo de Luis Rodríguez — à cause du changement des effectifs des groupes mais y devient porte-parole titulaire. Elle occupe les fonctions de porte-parole adjointe à la commission de l'Étude du changement climatique.